# Lenda de Viana

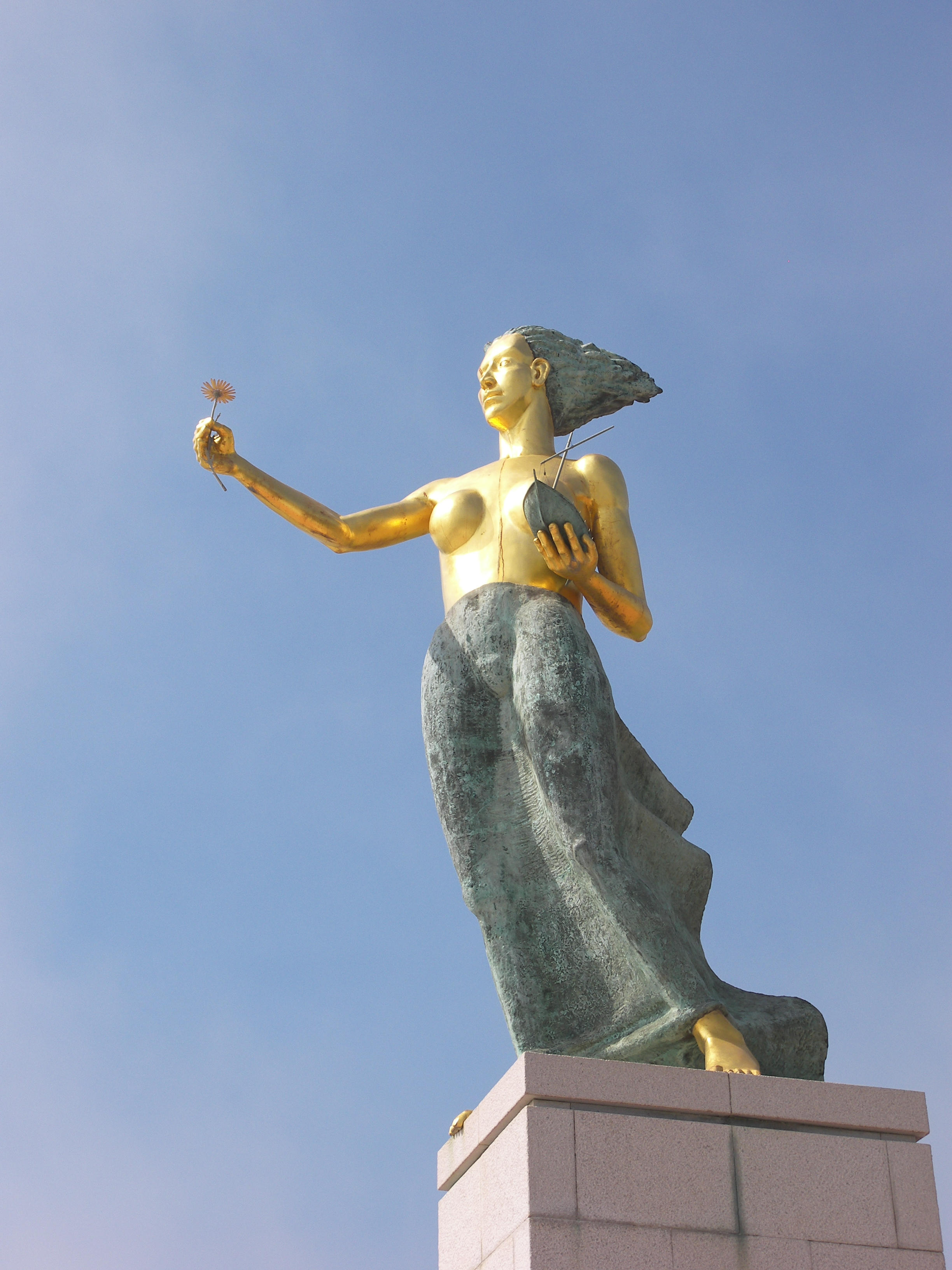
Estátua de Ana perto do Forte de Santiago da Barra.

A lenda de Viana é uma tradição oral portuguesa sobre a origem do nome da cidade de Viana do Castelo.

## A lenda
Conta a lenda que um barqueiro que transportava mercadorias pelo Rio Lima (alegadamente o antigo Lethes), da foz no Lugar do Átrio ou Adro, até Ponte de Lima, apaixonou-se por uma jovem de personalidade alegre, jeito desempoeirado, e feições helénicas. O nome dado por baptismo à bela rapariga fora de Ana, e toda a gente a conhecia.
O moço não tinha olhos para mais ninguém, passava o tempo a falar da Ana enquanto carregava e descarregava as mercadorias. Umas vezes perguntava: "Viram a Ana?" E a resposta: "Sim, Vi a Ana". Outras vezes era ele que de feliz afirmava:
"Hoje vi a Ana, vi a Ana!" Tantas vezes repetida, a expressão: «Viaana» provavelmente deu origem a «Viana».

## Foral da fundação de Viana
Apesar de se tratar simplesmente de uma lenda, em 1258 o rei D. Afonso III de Portugal, ao conceder o foral a este povoado, proclamou: «Quero fazer uma póvoa, no lugar chamado Átrio, na foz do Lima, à qual de novo imponho o nome de Viana».